# サン・ジュゼブ・ダ・サ・タラヤ
サン・ジュゼブ・ダ・サ・タラヤ（カタルーニャ語: Sant Josep de sa Talaia: カタルーニャ語発音: [səɲ ʒoˌzɛb də sə təˈlajə]）は、スペイン・バレアレス諸島州のムニシピ。バレアレス諸島・イビサ島西岸に位置する。スペイン語名はサン・ホセ・オブレロ（スペイン語: San José Obrero）だが、カタルーニャ語名が公式名である。

## 地理
面積は159.38km2。2016年の人口は25,849人。最高標高地点は475メートルのサ・タラヤであり、この山はイビサ島の最高標高地点でもある。南東でイビサ島の主都エイヴィッサと、東でサン・アントニ・ダ・プルマニと自治体境界を接している。自治体南部の地中海岸にはフェニキア人の集落であるサ・カレタ遺跡がある。

### 地区
- アス・クベルス地区（807人）
- サン・アグスティ・ダス・バドラ地区（6,918人）
- サン・フランセスク・ダ・サスタニー地区（1,110人）
- サン・ジョルディ・ダ・サス・サリナス地区（8,048人）
- サン・ジュゼブ・ダ・サ・タラヤ地区（2,341人）

人口は2006年

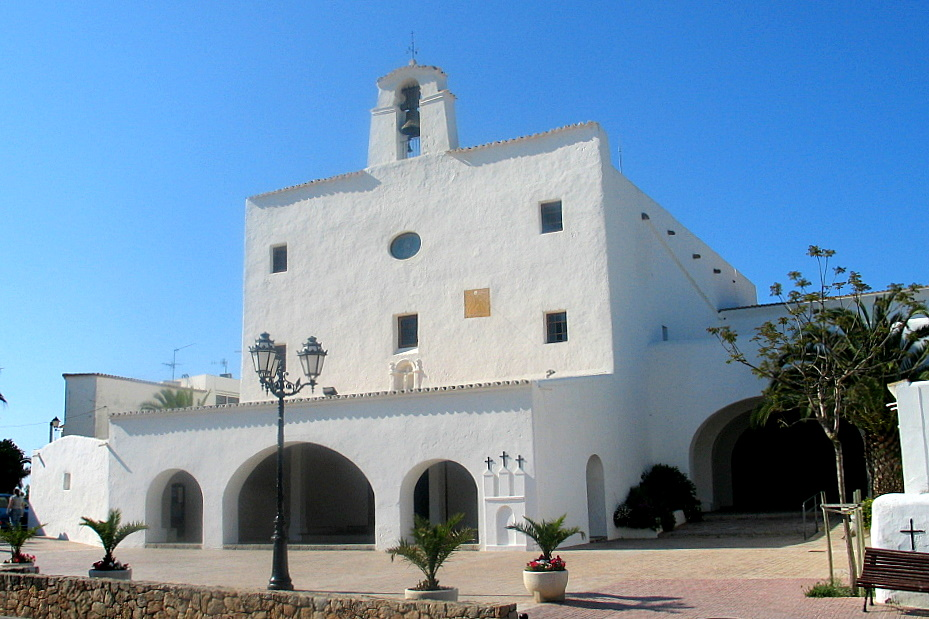
サン・ジュゼブ・ダ・サ・タラヤ地区の教会
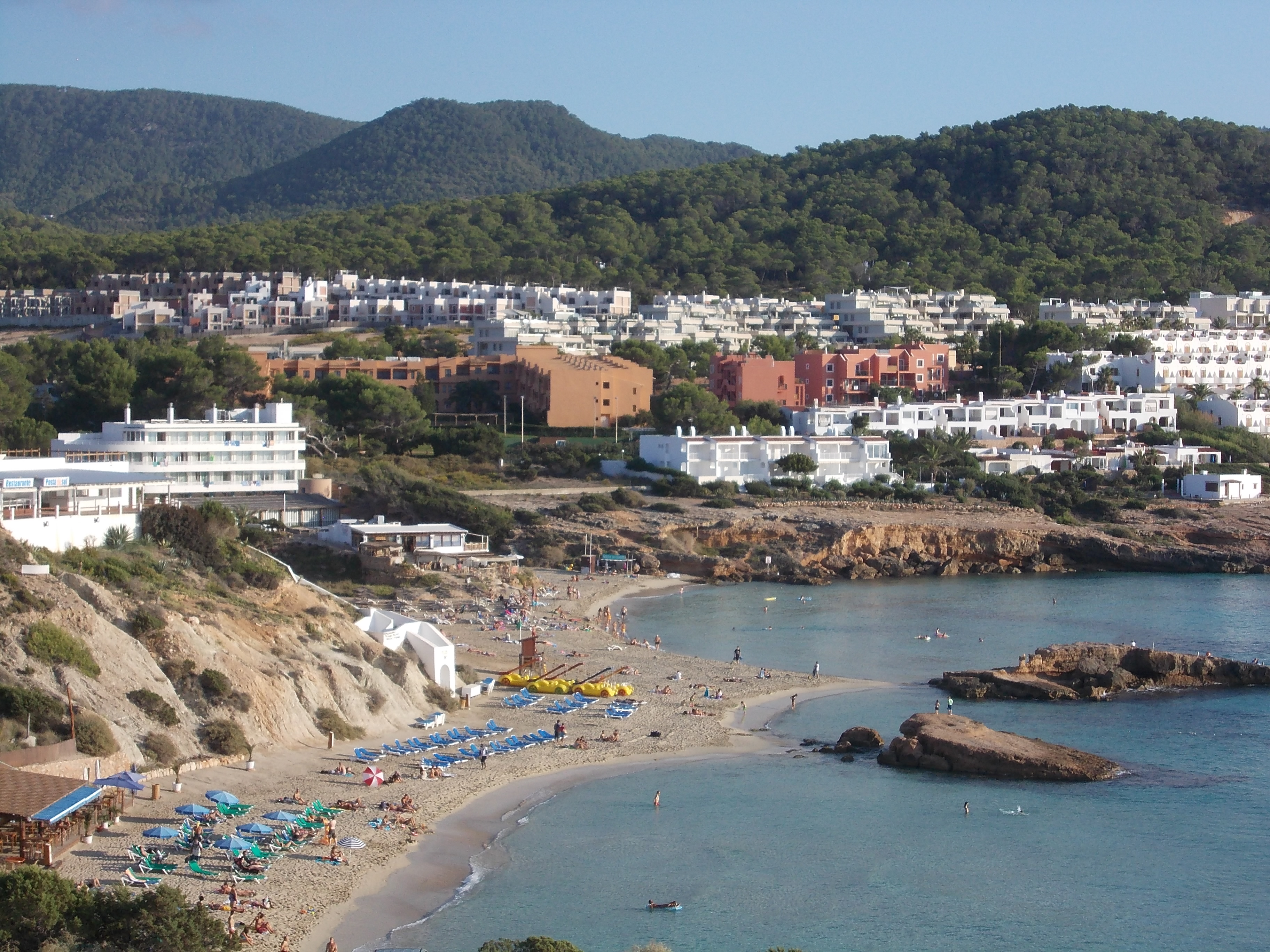
タリダ海岸の別荘地

### イビサ空港

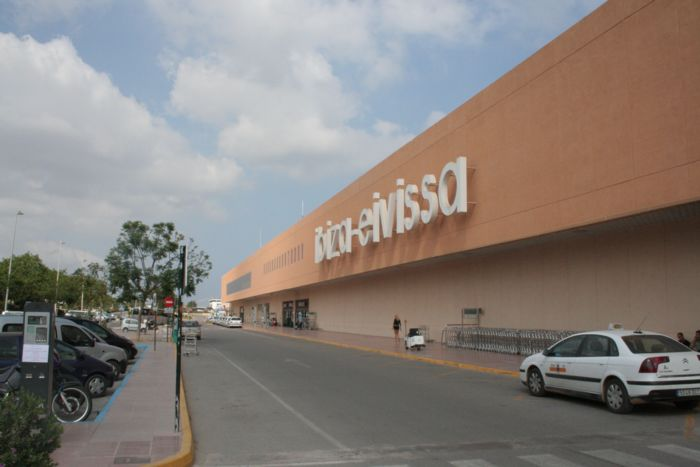
イビサ空港

イビサ島唯一の空港であるイビサ空港はサン・ジュゼブ・ダ・サ・タラヤの自治体域にあり、2,800メートルの滑走路1本を有している。
1930年代後半のスペイン内戦の際に暫定的な軍用空港として設置され、1949年に旅客便の運航を開始した後、1951年には閉鎖されたが、1958年に運行を再開した。1966年に国際便の運航を開始すると、1973年には新ターミナルが完成し、1970年代には大型旅客機ボーイング747を受け入れるために拡張された。
国際便としてはロンドン・シティ空港、パリ＝オルリー空港、アムステルダム・スキポール空港、アイントホーフェン空港、国内便としてはアドルフォ・スアレス・マドリード＝バラハス空港、バルセロナ＝エル・プラット空港、アリカンテ空港、バレンシア空港、ビルバオ空港、セビリア空港、バレアレス諸島内ではパルマ・デ・マヨルカ空港に通年の定期便があり、夏季のみの季節運航便は国際線・国内線を含めて多数存在する。

### アス・バドラ島

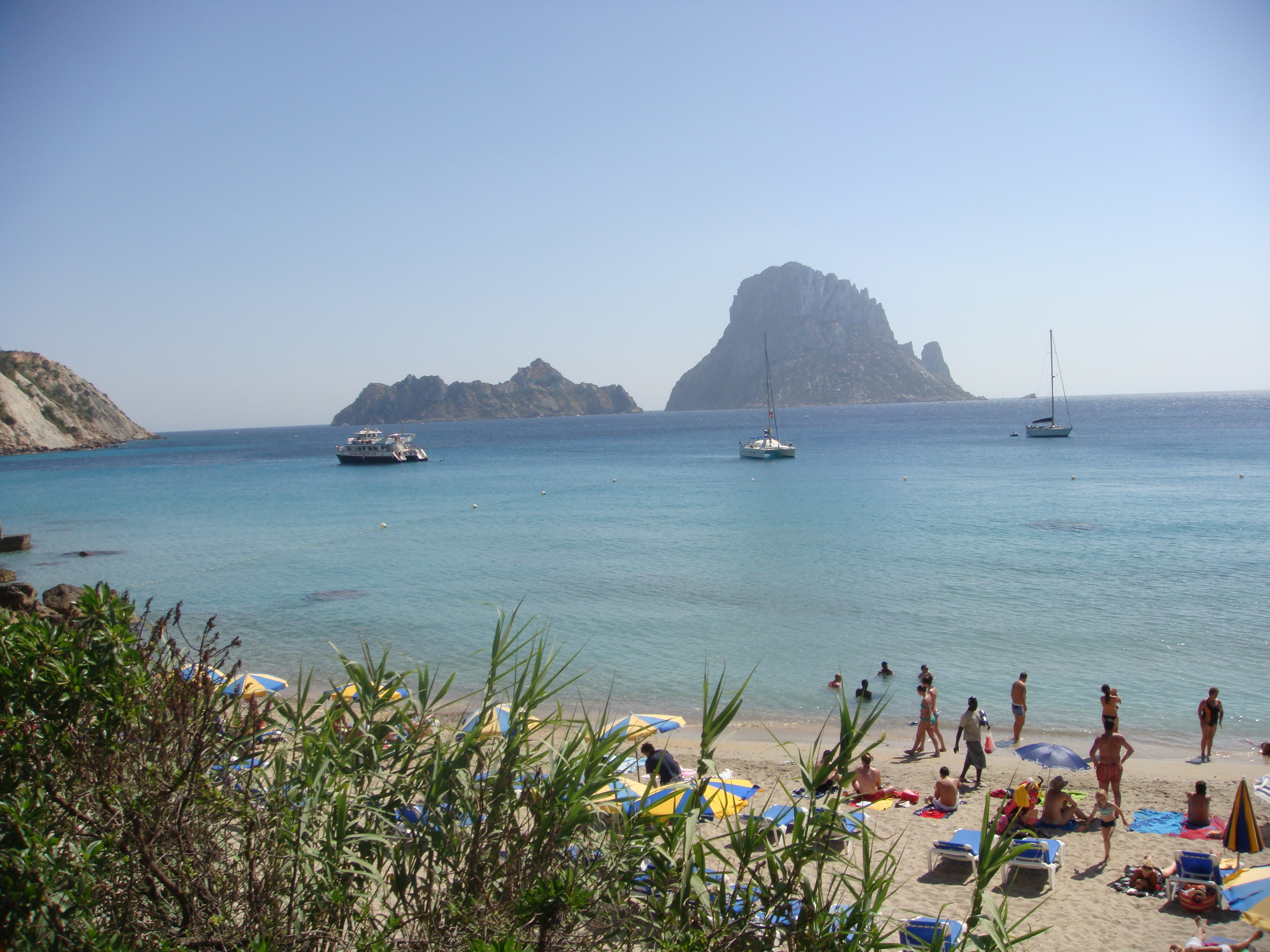
ドルト海岸から見たアス・バドラ島（右側の高い島）とアス・バドラネイ島（左側の低い島）

自治体南西部の沖合には標高413メートルのアス・バドラ島があり、周辺は自然保護区となっている。アス・バドラ島の属島として標高117メートルのアス・バドラネイ島があり、中央部が窪んだ弓のような形をしている。
バルセロナから亡命したカルメル会修道士のフランシスコ・パラウが去った1855年以来、アス・バドラ島はヤギやトカゲがいるのみの無人島である。セイレーンの伝承、「アス・バドラの巨人」の寓話、未確認飛行物体の目撃報告など、アス・バドラ島には様々な逸話が残されている。
ブロードウェイミュージカルの「南太平洋」では架空の島としてアス・バドラ島が登場する。イギリス人ミュージシャンであるマイク・オールドフィールドの1996年のLP『Voyager』のジャケットは、アス・バドラ島を背後に半裸のマイクが得意げな顔で写っている写真である。DJのAly & Filaは「Es Vedrà」というタイトルのトランスミュージックを製作している。